# Indygirka
Indygirka (ros. Индиги́рка, Indigirka) – rzeka w Jakucji w Federacji Rosyjskiej. Ma 1726 km długości i dorzecze o powierzchni ponad 360 000 km². Uchodzi do Morza Wschodniosyberyjskiego. Średni roczny przepływ u ujścia 1810 m³/s (min. 3 m³/s; max. 11500 m³/s). 
Powstaje z połączenia rzek Taryn-Juriach i Chastach; płynie w kierunku północnym przez Wyżynę Ojmiakońską, przełamuje się przez Góry Czerskiego i Góry Momskie, tworząc liczne progi, a w dolnym biegu przepływa przez Nizinę Abyjską i Nizinę Jańsko-Indygirską. 
Główne dopływy: Nera, Moma, Badiaricha (prawe); Elgi, Selenniach, Ujandina, Ałłaicha, Biorioloch (lewe).
Większe miasta położone nad rzeką: Ojmiakon, Ust´-Niera, Czokurdach.
Rzeka zamarza w październiku i pozostaje pod lodem do maja-czerwca. 
W Indygirce żyje wiele gatunków ryb, charakterystycznych dla wschodniej Syberii, jak sielawa, czyr, muksun, nelma, omul i inne. W dorzeczu Indygirki odkryto bogate złoża złota.
W latach 1892–1894 Eduard Toll prowadził w dorzeczu Indygirki (jak kilku innych rzek Syberii) intensywne badania geologiczne na zlecenie Petersburskiej Akademii Nauk. W ciągu 367 dni trwania ekspedycji przebyto 2500 km, prowadząc przez cały czas pomiary geodezyjne.
W latach 50. XX wieku odkryto tu znaczne złoża złota, które eksploatowano przy wykorzystaniu niewolniczej pracy więźniów Gułagu.